# Polyzonus
Polyzonus är ett släkte av skalbaggar. Polyzonus ingår i familjen långhorningar.

## Dottertaxa tillPolyzonus, i alfabetisk ordning[1]
- Polyzonus auroviridis
- Polyzonus balachowskii
- Polyzonus bizonatus
- Polyzonus brevipes
- Polyzonus cuprarius
- Polyzonus democraticus
- Polyzonus dohertyi
- Polyzonus fasciatus
- Polyzonus fucosahenus
- Polyzonus hefferni
- Polyzonus laosensis
- Polyzonus latefasciatus
- Polyzonus latemaculatus
- Polyzonus laurae
- Polyzonus luteonotatus
- Polyzonus mirabilis
- Polyzonus nitidicollis
- Polyzonus obtusus
- Polyzonus opacus
- Polyzonus pakxensis
- Polyzonus parvulus
- Polyzonus prasinus
- Polyzonus saigonensis
- Polyzonus schmidti
- Polyzonus siamensis
- Polyzonus similis
- Polyzonus sinensis
- Polyzonus subtruncatus
- Polyzonus tetraspilotus
- Polyzonus watsoni
- Polyzonus violaceus